# Amghar (titre)
Pour les articles homonymes, voir Amghar.
Amghar (au pluriel imgharen) est un titre de respect dans le monde berbère signifiant de manière générique en berbère : le chef, l'ancêtre, le sage ou le vieillard. Il sert à désigner divers dignitaires ou chefs, comme le mot raïs en arabe ou le mot cheikh,.
Le terme désigne aussi le chef tribal (chef de tribu) dans les sociétés berbères traditionnelles.
- En Kabylie, notamment dans son histoire, il a pu désigner divers personnages à la tête de chefferies ou tribus ; particulièrement dans le Djurdjura Oriental et la vallée de la Soummam (où l'emprunt lexical du mot cheikh ou amin à l'arabe n'existe pas) en concurrence avec les termes mezouar et amokrane[3]. Il sert à désigner généralement un ou plusieurs chefs des assemblées de village, les tajmaat ; on utilise alors son pluriel : imgharen[4].
- Dans l'Aurès, l'organisation traditionnelle fait que chaque village comporte des factions dirigées par un chef appelé amghar, amokrane ou kébir qui juge les affaires selon les coutumes et dont les avis font office de loi[5].
- Dans le Rif comme dans les autres régions, l'amghar est aussi un chef à la tête d'une tribu ou d'une confédération[6]. Abdelkrim El Khattabi était aussi appelé Amghar Mohand.
- Il en va de même pour le Moyen-Atlas, au Maroc, L'amghar Moha ou Hamou, figure de la résistance zayane est notamment surnommé « l'indomptable amghar des Zaïan » par Rivet.
- Chez les Touaregs, il désigne un chef de fraction, de tribu ou de confédération. Chez les Kel Ahaggar, les amghars sont plus spécifiquement les chefs de tribus placés sous l'amenokal des Touaregs (chef suprême de leur confédération)[7].